# Венедикт Видински
Венедикт (на гръцки: Βενέδικτος) е православен духовник, митополит на Вселенската патриаршия.

## Биография
Венедикт служи като велик архидякон на Вселенската патриаршия. През ноември 1768 година е избран и по-късно е ръкоположен за митрополит на Писидия. През август 1780 година е уволнен поради „царско назначение“ и подава и нормална оставка на 27 октомври 1780 година, след като наследникът му вече е бил избран, в която заявява, че се оттегля, „защото са възникнали скандали и кавги между християните от тази епархия и поради тези причини, че е невъзможно да съжителстваме с тях мирно и необезпокоявано отсега нататък“. През ноември 1781 година е избран за митрополит на Атина. През юни 1785 година е свален. През май 1787 година е възстановен на катедрата в Атина. През октомври 1796 година подава оставка. През юни 1801 година е избран за видински митрополит. На 20 февруари 1803 година подава оставка, без изобщо да може да отиде в епархията си поради бунта на местния паша Осман Пазвантоглу. Умира в Цариград около 1805 година.